# Erhard D. Klinke
Erhard D. Klinke (* 1934; † 8. Dezember 2007) war ein deutscher höherer Beamter und Universitätspräsident.

## Leben
Klinke arbeitete als Ministerialrat, ehe man ihn 1975 zum hauptamtlichen Präsidenten der Medizinischen Hochschule Lübeck berief. Diese war erst zwei Jahre zuvor verselbständigt und von der Christian-Albrechts-Universität zu Kiel getrennt worden. Während seiner Amtszeit war er einer der wenigen Nicht-Professoren an der Spitze deutscher Hochschulen. Unter seiner Leitung erfolgten sowohl der Aufbau der vorklinischen-naturwissenschaftlichen Fakultät als auch im Jahr 1985 die Umwandlung zur Medizinischen Universität.
Er amtierte bis zum 30. April 1987 und wurde dann als höherer Beamter in das von Peter Bendixen (CDU) geleitete schleswig-holsteinische Kultusministerium geholt. Im Januar 1992 trat er zur Wahl für den Rektorenposten der Universität Bremen an. Es hatten sich insgesamt sieben Personen beworben, von denen allerdings fünf seitens der Vorauswahlkommission als unqualifiziert eingestuft wurden. Klinke verblieb als einziger Gegenkandidat des langjährigen Amtsinhabers Jürgen Timm. Bei der Wahl durch den Akademischen Senat fielen 17 Stimmen auf Timm, elf auf Klinke und es gab drei Enthaltungen. 1997 stand Klinke im schleswig-holsteinischen Ministerium für Bildung, Wissenschaft, Forschung und Kultur als Leitender Ministerialrat dem Referat „Grundsatzangelegenheiten Forschung“ vor.
Er starb im Dezember 2007 im Alter von 73 Jahren.

## Auszeichnungen
- 1998: Ehrenbürger der Medizinischen Universität zu Lübeck[2][7]